# Atanasio Alesón
Atanasio Alesón y Cobos (Madrid, 1795-Madrid, 1871) fue un militar español, que participó en la Guerra de la Independencia Española, la Guerra Realista y la Primera Guerra Carlista. Ostentó los títulos de conde de la Peña del Moro y vizconde de Alesón.

## Biografía

### Primeros años
Habría nacido en Madrid el 2 de mayo de 1795, hijo de Bernardo Alesón, antiguo empleado de Hacienda, de una ilustre familia riojana, y de Vicenta Cobos, natural de Burgos. Pasó sus primeros años en el colegio de Escuelas pías de San Antonio Abad, de Madrid, donde recibió la educación primaria. Estudió después en la Universidad de Alcalá. Con catorce años de edad, poseía ya bastantes conocimientos de matemáticas, ciencias naturales y las lenguas latina y francesa.

### Guerra de la Independencia
A los catorce años, en el de 1809, los padres de Alesón le llevaron a Sevilla y le incorporaron en clase de cadete en el regimiento de caballería de Villaviciosa, 5.° de dragones. Alesón hubo de filiarse en el mes de mayo y en seguida marchó, empezando su carrera militar, a formar parle con su regimiento del ejército de Extremadura, con el que asistió a la acción de Alcabón, y a la batalla de Talavera.
Prosiguiendo con el mismo ejército, estuvo en los numerosos encuentros que este sostuvo cuando se vio en la necesidad de retirarse a la isla de León. En esta retirada, se batió casi diariamente con los franceses en repelidas escaramuzas. En 1810, en la isla de León, ingresó de cadete en el colegio que se formó en aquel puerto, contándose su antigüedad desde la fecha en que lo hizo que fue el 29 de septiembre, cuando todavía Alesón no había exactamente cumplido la edad de reglamento.
Asistió con el regimiento de Villaviciosa a las órdenes del general duque de Alburquerque, a las expediciones que se practicaron en el condado de Niebla y Serranía de Ronda, y últimamente, prestando el servicio que le correspondía durante todo el sitio de Cádiz y la isla, que hubo de ser de escuchas y guerrillas. El 5 de marzo de 1811, a las órdenes del general La Peña, asistió a la batalla de Chiclana. El 10 de agosto de 1812, obtuvo el empleo de subteniente de artillería, y en enero de 1813 pasó a Cataluña, hallándose en las acciones del Abisbal, el 17 de mayo, en la sorpresa de Reus, el 16 de junio, y en las acciones del Esquirol y Alturas de la Salud, el 8 y 9 de julio. Estuvo en el reconocimiento de Molins de Rey y Oraá el 17 de enero de 1814 y en todas las demás operaciones hasta la conclusión de la guerra, pasando luego de guarnición a Barcelona, donde en 10 de abril de 1815 fue nombrado teniente, y mandando su compañía penetró en Francia.

### Restauración absolutista, trienio liberal y años siguientes
De 1816 a 1819 estuvo de guarnición en Barcelona y Jerez de la Frontera, siendo nombrado ayudante en 3 de febrero de 1819. En 1820, habiéndose pronunciado su escuadrón en 5 de enero proclamando en Fuentes de Andalucía la Constitución de 1812, marchó con él a la plaza de San Fernando, donde el 9 del enero se le confirió el empleo de capitán vivo y efectivo de caballería. En la Isla fue destinado a hacer el servicio de caballería y mandar las descubiertas que diariamente salían sobre la cortadura de San Fernando. El 27 del mismo mes, salió con la columna de Riego mandando un corto escuadrón que llevaba, compuesto de artilleros y soldados del Algarve; hallándose con tal motivo en todos los movimientos y operaciones que ejecutó dicha columna durante su expedición, de los que fueron los principales, la acción de la tarde del 24 de enero en El Puerto de Santa María, y la del 8 de febrero en el paso de los Llanos de Tarbilla, donde cargó repetidas veces a fuerzas de caballería muy superiores a las que mandaba; habiéndose apoderado en la misma tarde del Puente de Vejer cogiendo varios prisioneros. El 15 sorprendió y cogió en las ventas de Guadiana una partida de 27 caballos; el 17 del mismo se halló en la acción de Marbella, de cuyas resultas sostuvo con su caballería y alguna infantería la retirada de la división a la Frongirola; el 19 concurrió a la acción que se dio en las calles de Málaga donde perdió la mayor parte de su fuerza, a consecuencia de las diversas cargas que hubo de dar; el 27 hizo prisioneros a la entrada de Antequera a los individuos que componían el cuadro del segundo batallón de Jaén; y el 23 a la salida de dicho pueblo, fue hecho prisionero y conducido a Sevilla, donde permaneció arrestado hasta que Fernando VII juró la Constitución de 1812. Incorporado entonces a su escuadrón y reorganizado éste, volvió a obtener la comisión de remontas que desempeñó a satisfacción de sus jefes. En recompensa de estos servicios se le concedió la confirmación del indicado empleo de capitán vivo y efectivo de caballería, con la propia antigüedad de 9 de enero que se refirió.
En 1821 continuó con su escuadrón en Andalucía empleado ya en el desempeño de la comisión que hemos referido, ya en la persecución de las facciones de Zaldivar y Panlisco. En marzo de 1822, fue destinado con su cuerpo a la provincia de la Mancha a inmediaciones de Madrid, en cuya capital se encontró el célebre 7 de julio, haciendo el servicio de su arma en el Parque; por lo cual fue declarado benemérito de la patria, y condecorado con la cruz acordada por aquel suceso. Después estuvo ocupado con su compañía en la persecución y rendición de la brigada de Carabineros Reales por las provincias de la Mancha y Andalucía. A fines de agosto se trasladó con dicho cuerpo al reino de Valencia; y allí terminó el año dedicado a la persecución de las facciones de dicha provincia y Aragón, haciendo unas veces servicio de artillería ligera y otras de caballería.
En 1823, mandando un escuadrón maniobrero de caballería formado de artilleros del segundo escuadrón, hizo la guerra a los realistas del reino de Valencia, hallándose en la acción que precedió a la pérdida de Murviedro, en la de la Cruz del Puig, y en los sitios que la plaza de Valencia sufrió desde 1 de marzo al 1 de mayo, en los cuales hizo indistintamente el servicio de baterías y de caballería, verificando diariamente salidas con el fin de forrajear: levantados los sitios por el ejército de Ballesteros, el escuadrón al que Alesón pertenecía siguió la retirada que este general verificó hasta el territorio andaluz. En julio fue destinado en clase de primer-ayudante al tercer escuadrón del arma que se encontraba en Granada, incorporado al ejército de Reserva, al mando del general Zayas; Alesón hubo de seguir los movimientos y operaciones de dicho ejército, hasta la noche del 20 de agosto en que conduciendo pliegos del general Rafael del Riego a bordo de una pequeña lancha, cayó prisionero de un corsario realista, hasta que en noviembre fue declarado indefinido. Desde 1824 a 1832, estuvo indefinido e ilimitado hasta que el 31 de diciembre de 1832 se le expidió Real despacho de capitán con la antigüedad de 1 de octubre de 1823.

### Primera Guerra Carlista
En 1833 volvió al servicio en el tercer regimiento de artillería, y trasladado al quinto después, pasó a Valladolid; nombrado segundo comandante del primer batallón en 4 de octubre, operó hasta fin de año en las Encartaciones.
En mayo de 1835 se le encargó la creación y organización del parque general del ejército en Burgos, y el 1 de enero de 1836 pasó al ejército del Norte, hallándose el 17 en las acciones de Arlabán. En 28 de marzo se le confirió el empleo de coronel de milicias y organizó el regimiento provincial de Tuy, con el cual y la división del general Tello se halló el 27 de junio en la acción de Baranda, donde fue herido de un lanzazo y hecho prisionero.
Conducido por diferentes provincias, fue encerrado al fin en Cantavieja, de donde estando para ser fusilado se fugó a Mora de Rubielos. En diciembre pasó a Madrid, y fue nombrado coronel del provincial de Chinchilla. El 4 de enero de 1837 se le encomendó el mando del provincial de Murcia, persiguiendo a Forcadell por la provincia de Albacete, hasta que fue nombrado el 17 de abril comandante general de Jaén. Allí derrotó a las partidas carlistas en varias acciones, mereciendo por su comportamiento en las operaciones contra las fuerzas expedicionarias de Basilio y Tallada y acción de Úbeda y Baeza, se le agraciara el 5 de febrero de 1838 con el empleo de coronel de infantería. Encargado en marzo por el general Narváez del mando de la primera brigada del ejército de reserva, siguió operando con ella por Andalucía y la Mancha, hasta que el 27 de octubre fue ascendido al empleo de brigadier. Con la misma brigada pasó después a Castilla la Vieja, donde persiguió a Merino, y el 16 de diciembre se incorporó al ejército del Norte, tomando el 26 del mismo mes a Colindres y el 28 a Ampuero.
Participó en la acción de Udalla el 2 de enero de 1839, y después de la retirada del ejército quedó en la Cavada con toda la 2.ª brigada, para cubrir y defender la provincia de Santander y plazas de Santoña y Laredo, por cuyas operaciones mereció ser condecorado con la cruz de San Fernando de tercera clase. Permaneció todo el invierno en aquellos puntos. Marchó el 19 de abril con toda la brigada de su mando a las operaciones del sitio de Ramales y Guardamino, y habiéndose incorporado en Espinosa de los Monteros a la división mandada al efecto por el conde de Luchana, se encontró en la acción del 27; el 30 sostuvo con los batallones 1.º del Infante y Murcia, un ataque contra cinco batallones enemigos que trataron de apoderarse de la Peña del Moro: Alesón perdió y recobró estas posiciones alternativamente, y por tres veces, quedando por último dueño de las mismas. Pasando a las operaciones de los indicados sitios, se encontraba el 8 de mayo en el ataque y toma de las casas fortificadas, y el 11 en la batalla que tuvo lugar sobre las alturas de Guardamino, obteniendo una nueva cruz de San Fernando de tercera clase. Después, a la retirada del ejército, quedó con siete batallones mandando la línea de Ramales, con encargo de fortificar los puntos que le designó el general en jefe, y eran desde los Tornos a Laredo. Alesón se apoderó en este tiempo de la fábrica de fundición de cañones que tenían los carlistas en el Valle de Gurriezo, que destruyó, ocupando asimismo el fuerte de San Vicente del mismo valle. El 21 de junio Alesón salió con la brigada de su mando para incorporarse al ejército en la línea de Amurrio, verificándolo en Menagaray el 24; el 9 de julio fue destinado por el precitado general en jefe a mandar el regimiento infantería de Borbon, 17 de línea, confirmado por real orden fecha 9 del mismo mes, y la 3.ª brigada de la 3.ª división, cuyos cargos tomó el 5; desde entonces siguió todos los movimientos del ejército, encontrándose con la brigada que regía en la acción de Villareal de Álava el 14 de agosto; en la ocupación del fuerte de San Antonio de Urquiola el 19; en el convenio de Vergara celebrado el 30; en la acción de Urdax, y en la expulsión de Don Carlos del territorio español el 14 de septiembre.
Alesón marchó en seguida con su brigada a la provincia de Aragón, en la cual el 7 de noviembre hubo de tomar interinamente el mando de la 3.ª división; y con parte de esta, el 13 y 16 de diciembre, sostuvo un encuentro con Llangostera, en las inmediaciones de Berje, apoderándose el 23 del mismo del pueblo de Ejulve, cuartel general del enemigo, después de haber sostenido un choque con Llangostera, que fue derrotado.
La 3.ª división pasó el 13 de enero de 1840 a las órdenes del general Joaquín Ayerve, y Alesón volvió a la cabeza de su brigada: con la misma hubo de continuar operando en la extrema derecha de la línea, y se encontró en la acción dada en las alturas de Cirujeda el 29 del propio mes, y siguió la persecución del enemigo por Ejulve, Cabra y Faloinera; hasta que el 22 de febrero concurrió con toda la división al sitio del fuerte de Segura. Allí permanecieron Alesón y las tropas de su mando. Verificada la rendición el 27, marchó el 29 a operar sobre los puntos anteriores; por estos servicios hubo de ser agraciado el 13 de abril con otra cruz de San Fernando de tercera clase.
Alesón prosiguió sus movimientos, y estuvo del 20 al 26 de marzo en los campamentos al frente de Castellote; la brigada de su mando fue la que tuvo más pérdida por el sitio de este fuerte a que concurrió; y fue destinado a conducir la artillería y convoyes, así como después a retirarlos. Ocupó en seguida el punto de las Cuevas, donde permaneció hasta el 5 de abril, en que por medio de una marcha rápida, se apoderó de Tronchón, y por la noche de Villarluengo y del fuerte del Monte Santo, batiendo a los carlistas que defendían estos puntos y haciendo muchos prisioneros, con crecida suma de víveres y efectos de guerra. El 9 de abril, atacó el pueblo de Mirambel, defendido por cinco batallones al mando del brigadier García, y logró arrojarlos de las posiciones que ocupaban, persiguiéndolos hasta el pueblo de La Cuba. También se halló el 12 con su brigada en la ocupación del Horcajo; el 28 en La Iglesuela, cogiendo las tropas de su brigada en las inmediaciones de Cantavieja, un cañón de 16 con su carrofuerte, y un mortero de a lomo; el 3 de mayo, en el reconocimiento que toda la 3.ª división hizo sobre la misma; el 13 en la ocupación del pueblo de Chiva de Mordía, inmediato a la propia plaza; y en los siguientes se ocupó en hacer diarios reconocimientos sobre el fuerte de San Pedro Mártir, hasta el 22 en que circunvalados plaza y fuertes, comenzó el sitio. La noche del 29, con parte de su brigada, rechazó y obligó a retroceder y a encerrarse en la plaza a la guarnición que intentaba fugarse, causando al enemigo más de cuatrocientos muertos, y cogiéndole unos doscientos prisioneros; este incidente fue uno de los que más contribuyeron a la capitulación, que verificó el fuerte de Mordía en la mañana del 30. Por los méritos y servicios de esta campaña, Alesón fue promovido a mariscal de campo, con la antigüedad del día 30 de mayo.
En la marcha a Cataluña se encontró Alesón ocupando el puesto que le correspondía a la cabeza de su brigada, y llegando al Principado, estuvo en el ataque y toma de la plaza de Berga, ocurridos el 3 de julio; el 6 marchó con la división desde las inmediaciones de aquel punto, a perseguir a Cabrera, que se dirigía a la Cerdaña, hasta que entró en Francia. Alesón retrocedió enseguida a ocupar Cardona, para perseguir y exterminar de resto de las facciones, que discurrían por la alta montaña; y lo verificó, obligando a buscar en Francia su refugio a las de Tristany, Caballería, Muchacho y otras.
El mando de la 3.ª división del Norte, hubo de recaer nuevamente sus manos, con motivo de haberse nombrado a Ayerve comandante general del 2.° cuerpo. A la cabeza de la misma continuó Alesón, hasta que disuelta por la nueva división que recibieron las tropas, fue destinado de comandante general de la 2.ª del 4.º cuerpo del ejército.

### Últimos años
En 1841, mandando la propia división, se acantonó el 1 de enero en Salamanca, Palencia y Valladolid, habiendo reunido a su órdenes unos 1400 hombres de todas armas, con los que estaba dispuesto a moverse sobre Portugal. Mandatos superiores suspendieron este propósito el día 13, fijándose Alesón en los cantones indicados, hasta que tuvo lugar la disolución de los cuerpos. Durante algunos periodos de dicha época, Alesón mandó como capitán general interino el distrito de Castilla la Vieja, y fue nombrado segundo cabo del mismo, en virtud de real orden de 19 de septiembre.
Cuando tuvieron lugar los sucesos de octubre, recibió orden para que con el mayor número posible de fuerzas reunidas en el distrito, marchase a las Provincias del Norte, lo cual realizó, pasando a ocupar la provincia de Álava, y cuando el general en jefe, el marqués de Rodil, reunió el nuevo ejército denominado del Norte, confirió a Alesón el cargo de jefe de E. M. G.. Con este motivo concurrió a todas las operaciones hasta fin de diciembre, y fue entonces, por Real orden de 17 del propio mes, nombrado capitán general del 8.º distrito militar. Por real cédula de 30 de julio de este año, obtuvo la gran cruz de San Hermenegildo, y por otra de 27 de octubre, la gran cruz y banda de San Fernando.
En 1843 Alesón había vuelto a desempeñar su capitanía general, cargo que siguió ejerciendo hasta el 24 de mayo en que por virtud de Real decreto, fue nombrado inspector general de infantería. Inmediatamente pasó a tomar su nuevo destino, y lo ejerció hasta el 23 de julio que hizo renuncia; esta le fue admitida el 24 del mismo y obtuvo al propio tiempo su cuartel para Valladolid. Entre 1844 y 1846 estuvo de cuartel en Valladolid.
El 29 de abril de 1847 fue nombrado capitán general interino de Castilla la Vieja, circunstancia que le fue confirmada por reales órdenes de 24 de mayo y 28 de junio; el 9 de agosto cesó en su desempeño, volviendo a la situación de cuartel en Valladolid, de 1848 a 1853. En 1854 continuaba en la misma situación, cuando en julio tomó parte en el pronunciamiento de Valladolid, y fue vocal de la junta, nombrándole después capitán general de Castilla la Vieja. Ascendido en 5 de septiembre a teniente general, fue trasladado posteriormente a la Capitanía General de Sevilla. Fue senador vitalicio de 1858 a 1868. Falleció el 3 de noviembre de 1871.